# عامر محمد رشيد
عامر محمد رشيد العبيدي هو وزير النفط العراقي حتى شهر كانون الثاني من عام 2003، أي قبل احتلال العراق بفترة قصيرة، وقد خلفه في المنصب سمير عبد العزيز النجم. اعتقلته القوات الأمريكية في 28 نيسان 2003 حيث كان تسلسله 33 في بطاقات لعب العراقيين الأكثر طلبا. أطلق سراحه في آذار 2012.
شغل منصب رئيس هيئة البحث العلمي والتطوير الفني للقوات المسلحة فترة ثمانينات القرن الماضي.
متزوج من الدكتورة فائزة العبيدي أستاذة في الطب البشري (توفيت يوم 27 أيلول 2016)، وكذلك من الدكتورة رحاب رشيد طه.